# 音乐老师花开富贵
音乐老师花开富贵，又称黄老师、挖呀挖老師，女，湖北武汉幼儿教育音乐老师。2023年4月28日，黄老师將《小小花园》儿歌教学视频上傳到抖音，她以當中的挖呀挖呀挖歌詞片段走紅。5月1日，其直播當天已累積40萬到50萬元人民幣的贊助。截至5月11日，《小小花园》儿歌教学视频点赞量达600多万，评论数接近60万。後來音乐老师花开富贵的账号粉丝也累计達600多万，总获赞達2000多万。5月20日，黃老師與隨州文旅局長解偉出席「美好鄉村生活節」，這是她首次出席公眾活動。